# Папуга-віхтьохвіст
Папуга-віхтьохвіст (Prioniturus) — рід папугоподібних птахів родини Psittaculidae. Представники цього роду мешкають на Філіппінах та в Індонезії.

## Опис
Папуги-віхтьохвости — це папуги середнього розміру, довжина яких становить 27-37 см, а вага 86-176 г. Їхнє забарвлення переважно зелене, самці деяких видів мають на тімені червону пляму. Частині видів притаманний яскраво виражений статевий диморфізм, у частини видів він слабо виражений. На верхній частині відносно міцного дзьоба є невелика виїмка, восковиця густо покрита пір'ям. Хвіст короткий, квадратний. Характерною ознакою папуг-віхтьохвостів є видовжені центральні стернові пера, які на кінці закінчуються віхтєм. Забарвлення молодих птахів подібне до забарвлення самиць або дещо тьмяніше; видовжені стернові пера у молодих птахів відсутні.

## Види
Виділяють десять видів:
- Папуга-віхтьохвіст буруйський (Prioniturus mada)
- Папуга-віхтьохвіст сулавеський (Prioniturus platurus)
- Папуга-віхтьохвіст мінданайський (Prioniturus waterstradti)
- Папуга-віхтьохвіст лусонський (Prioniturus montanus)
- Папуга-віхтьохвіст палаванський (Prioniturus platenae)
- Папуга-віхтьохвіст міндорський (Prioniturus mindorensis)[8][9]
- Папуга-віхтьохвіст сулуйський (Prioniturus verticalis)
- Папуга-віхтьохвіст великий (Prioniturus flavicans)
- Папуга-віхтьохвіст зелений (Prioniturus luconensis)
- Папуга-віхтьохвіст синьоголовий (Prioniturus discurus)

## Етимологія
Наукова назва роду Prioniturus походить від сполучення слів дав.-гр. πριων — дзьоб і  ουρα — хвіст.